# Bietia guilloti
Bietia guilloti är en skalbaggsart som beskrevs av Leon Fairmaire 1891. Bietia guilloti ingår i släktet Bietia och familjen Cetoniidae. Inga underarter finns listade.